# Gratiot (Ohio)
Gratiot es una villa ubicada en el condado de Licking en el estado estadounidense de Ohio. En el Censo de 2010 tenía una población de 221 habitantes y una densidad poblacional de 651,36 personas por km².

## Geografía
Gratiot se encuentra ubicada en las coordenadas 39°57′5″N 82°13′0″O / 39.95139, -82.21667. Según la Oficina del Censo de los Estados Unidos, Gratiot tiene una superficie total de 0.34 km², de la cual 0.34 km² corresponden a tierra firme y (0%) 0 km² es agua.

## Demografía
Según el censo de 2010, había 221 personas residiendo en Gratiot. La densidad de población era de 651,36 hab./km². De los 221 habitantes, Gratiot estaba compuesto por el 98.64% blancos, el 0.45% eran afroamericanos, el 0% eran amerindios, el 0% eran asiáticos, el 0% eran isleños del Pacífico, el 0% eran de otras razas y el 0.9% pertenecían a dos o más razas. Del total de la población el 0% eran hispanos o latinos de cualquier raza.